# Hogna migdilybs
Hogna migdilybs är en spindelart som först beskrevs av Simon 1886.  Hogna migdilybs ingår i släktet Hogna och familjen vargspindlar.
Artens utbredningsområde är Senegal. Inga underarter finns listade i Catalogue of Life.